# Otto Sacher

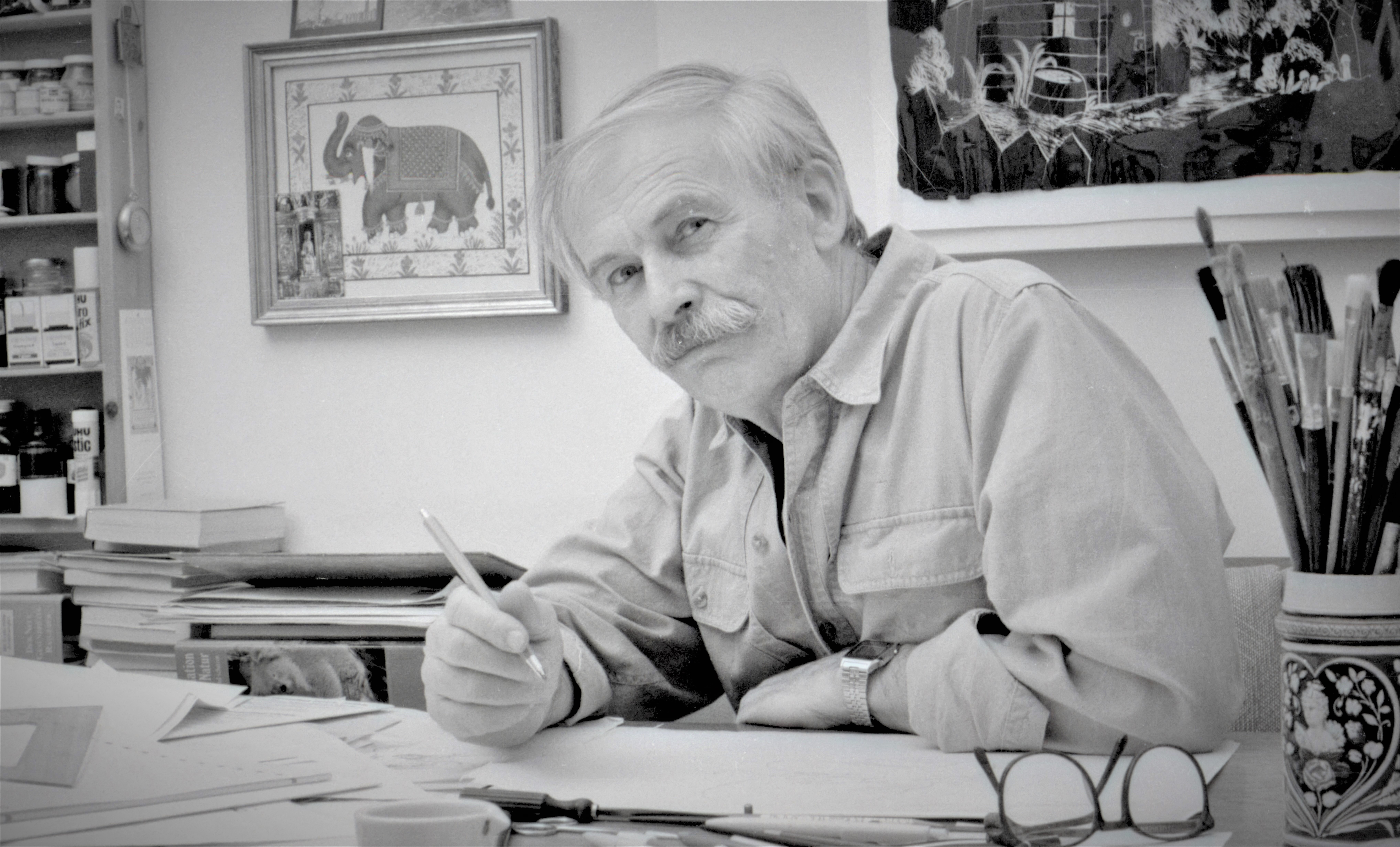
Otto Sacher (1996)

Otto Sacher (* 1. Dezember 1928 in Bystré im Adlergebirge, Tschechoslowakei; † 26. November 2008 in Freital) war ein deutscher Regisseur für Animationsfilme.

## Leben und Wirken
Otto Sacher wurde in Bystrè im Adlergebirge geboren. 1945 kam die Familie als Umsiedler nach Dobis an der Saale in Sachsen-Anhalt.
Von 1947 bis 1952 absolvierte er ein Studium für Gebrauchsgrafik bei Walter Funkat an der damaligen Kunsthochschule Burg Giebichenstein in Halle (Saale). Nach dem Diplom war er ab 1952 als freischaffender Grafiker und Pressezeichner bei der Tageszeitung Freiheit in Halle tätig.
1953 erfolgte die Gründung des Grafikateliers „Wir Fünf“ zusammen mit den ehemaligen Studienkommilitonen Christl und Hans-Ulrich Wiemer, Katja und Klaus Georgi, später kam Helmut Barkowsky dazu. 1952/1953 nahm Sacher erste Kontakte mit dem DEFA-Studio für populärwissenschaftliche Filme in Potsdam-Babelsberg auf, um Kenntnisse in der Technologie des Zeichentricks zu erwerben. 1953/1954 folgten sein Umzug nach Babelsberg und der Beginn seiner Arbeit als Chefzeichner.
Am 1. April 1955 wurde Sacher Mitbegründer des VEB DEFA-Studio für Trickfilme in Dresden, an dem er 35 Jahre bis 1990 als Chefregisseur mit eigenem Filmstab wirksam war. Zu den Gründern gehörten weiterhin die Burg Giebichenstein-Absolventen und Regisseure Christl Wiemer, Hans-Ulrich Wiemer, Katja Georgi, Klaus Georgi sowie die Regisseure Kurt Weiler, Johannes (Jan) Hempel, Lothar Barke, Bruno J. Böttge und Erich Hammer aus Potsdam. Das Trickfilmstudio als Volkseigener Betrieb (VEB) unterstand der Hauptverwaltung Film (HV Film) im Ministerium für Kultur (MfK) in Berlin.
In den Jahren 1961 bis 1967 nahm Sacher eine Berufung als Dozent und als Leiter der neuen Fachrichtung Trickfilm an der Hochschule für Bildende Künste Dresden (HfBK; Kunstakademie) wahr. Mit pädagogischem Geschick und exakten Vorbereitungen vermittelte Otto Sacher neuen Lehrstoff auf diesem bis dahin nicht existierenden Lehrgebiet.
1966 wurde er Gründungsmitglied der deutschen Gruppe der Association internationale du film d’animation ASIFA. Ab 1970 begann Sacher mit der Auswahl und Förderung von Nachwuchskräften innerhalb von Sommerkursen im Studio selbst. In den Jahren 1972 und 1977 arbeitete er für zwei Koproduktionen mit dem Sojusmultfilmstudio Moskau zusammen. Von 1974 bis 1981 übte er einen Lehrauftrag für die Ausbildung von Trickfilmzeichnern an der Fachschule Berlin–Schöneweide aus. 1979 übernahm er einen Lehrauftrag und den Aufbau eines Animationsstudios in Bagdad (Irak). 1985 folgte ein Lehrauftrag an der Hochschule für Film und Fernsehen in Babelsberg, Studiengang Zeichentrick.
Im Zuge der deutschen Wiedervereinigung von 1990 wurde das DEFA-Studio für Trickfilme Dresden abgewickelt, und Otto Sacher wurde in den Vorruhestand entlassen. Er war als Freier Mitarbeiter beim Aufbau des Archivs des Deutschen Institutes für Animationsfilm e. V. Dresden wirksam. Zeitweise erfolgte seine Mitarbeit an den Trickfilmkursen in der Jugendkunstschule Schloss Albrechtsberg (Dresden) und in der Internationalen Trickfilmwerkstatt ANIMA im Kulturzentrum Pentacon, weiterhin übte er Jurorentätigkeit bei Wettbewerben aus.
1996 bekam er eine Personalausstellung im Museum für Angewandte Kunst (Gera) unter dem Titel „Zeichentrick – Zauber auf Papier und Zelluloid“.
2003 veranstaltete das Deutsche Institut für Animationsfilm (DIAF) in Dresden, das sich mit der Pflege und Förderung des Deutschen Animationsfilmes beschäftigt, eine Ausstellung als Ehrung zu seinem 75. Geburtstag mit dem Titel „Otto Sacher – Regisseur und Gestalter“.

## Filmographie (Auswahl)
Otto Sacher galt als ein hervorragender Zeichner. Entwurf und Gestaltung der Figuren und Hintergründe in seinen Filmen zeigen seine vielseitige Handschrift. Sein Lebenswerk umfasst insgesamt über 60 Animationsfilme verschiedener Kategorien:

### Zeichentrickfilme für Kinder
- 1955: Die Geschichte vom Sparschweinchen (Co-Regisseur)
- 1956: Wer rastet, der rostet
- 1957: Vom Löwen und den Mäusen
- 1958: Ferienerlebnisse
- 1958: Das Geburtstagsgeschenk
- 1960: Der Löwenschreck
- 1961: Maus und Bleistift
- 1961: Um die Wurst
- 1962: Die Kinder und das Kohlemännchen
- 1964: Die Zensurenschlacht

### Flachfigurenfilme
- 1970: Vom kleinen Wiesenkönig
- 1977: Rotkäppchen
- 1991: Der Wolf und die sieben Geißlein

### Filme mit animierten Kinderzeichnungen
- 1968: Es lebe der erste Mai
- 1969: Kinderchronik
- 1973: Lied der Freundschaft (Co-Re)
- 1978: Oktober von Kindern gemalt (Co-Re)

### Zeichentrickfilme für Erwachsene
- 1960: Sensation des Jahrhunderts
- 1961: Zwei Ziegen
- 1963: Die Bombe
- 1968: Trautes Heim – Glück zu zwein
- 1971: Sonntag
- 1979: Am Fenster (Zeichentrick-/Realfilm)
- 1980: Vorspann 25 Jahre DEFA-Studio für Trickfilme Dresden
- 1982: Hör zu
- 1983: Der Löwe und der Vogel (Flachfigurenfilm)
- 1988/89: Das Geheimnis
- 1989: Die Hirschkuh

### Serienfilme
- 1964–1966: Dinge gibt’s, die gibt’s gar nicht (fünf Folgen)
- 1966/67: Der Mädchenraub
- 1970/71: Vater und Familie (vier Folgen)
- 1973: Fernsehserie Familie Fröhlich (vier Folgen)
- 1975–1980: Gezeichnetes (vier Folgen)
- 1986/87: Feuriges (drei Folgen)

## Auszeichnungen (Auswahl)
- 1961: Heinrich-Greif-Preis
- 1971: Martin-Andersen-Nexö-Kunstpreis der Stadt Dresden
- 1973: Goldener Lorbeer vom Deutschen Fernsehfunk
- 1976: Kunterbunter Hampelmann der nationalen Gruppe der ASIFA
- 1982: Nationalpreis der DDR III. Klasse für Kunst und Literatur (im Kollektiv)

## Presse (Auswahl)
- Ruth Herlingshaus: Otto Sacher. Regisseur des Trickfilmstudios. In: Deutsche Filmkunst. 1959, Heft 2, S. 44.
- Git: Das aktuelle Porträt Otto Sacher. In: Nationalzeitung Berlin. 19. August 1961.
- Otto Sacher: Wunderwelt des Trickfilms. In: Urania Universum. 1968, S. 149–154.
- Otto Sacher: Freude am 1. Mai. In: Filmspiegel. 1. Mai 1968.
- Spiel der Fantasie. Interview mit Otto Sacher. In: Film und Fernsehen. 8/1981.
- Ingeborg Zimmerling: …immer wieder begeistert! Animationsfilmer Otto Sacher über sich und seine Arbeit. In: Filmspiegel. 13/1984.
- Uli Reichelt: Protokoll eines Gesprächs über das Studio, Arbeit und Werke mit Otto Sacher. 30. April 1992.
- Melitta Ruge: Streifzug durch die Welt der Poesie. Gespräch mit Otto Sacher. In: Thüringer Landeszeitung Weimar. 30. März 1996.
- Karin Lange: Bewegte Illusion. Zeichentrickfilm. Der Pionier Otto Sacher zeigt in Gera erstmals sein Werk. In: Thüringische Landeszeitung. 13. April 1996.
- Udo Lemke: Zauber auf Zelluloid. Otto Sacher zum 70. Geburtstag. In: Sächsische Zeitung. 1. Dezember 1998.